# جادوگران (فیلم ۱۹۶۶)
«جادوگران» (انگلیسی: The Witches (1966 film)) فیلمی در ژانر ترسناک و فانتزی است که در سال ۱۹۶۶ منتشر شد. از بازیگران آن می‌توان به جون فونتین و لئونارد راسیتر اشاره کرد.